# Pra Frente
"Pra Frente" é uma canção da cantora e compositora Ivete Sangalo, do seu quarto DVD ao vivo Ivete Sangalo 20 anos (Multishow ao Vivo), gravado em 14 de dezembro de 2013, na Arena Fonte Nova, em Salvador. Foi lançado nas rádios em 26 de novembro de 2014.
"Pra Frente", hit do carnaval da cantora em 2015, foi escolhida em votação popular a melhor música pelo Troféu Band Folia da Band.

## Desempenho nas tabelas musicais

### Paradas semanais
| Parada (2015)                                         | Melhor posição |
| ----------------------------------------------------- | -------------- |
| Brasil (Billboard Brasil Regional Salvador Hot Songs) | 1              |

## Prêmios e indicações
Lista de prêmios e indicações pela canção.
| Ano  | Premiação         | Categoria     | Resultado |
| ---- | ----------------- | ------------- | --------- |
| 2015 | Troféu Band Folia | Melhor Música | Venceu    |